# Selección de fútbol de Camerún
La selección de fútbol de Camerún es el equipo representativo de dicho país en la competencia, el cual está dirigido por la Federación Camerunesa de Fútbol.
Camerún es una de las selecciones más importantes de África, al haber ganado en cinco ocasiones la Copa Africana de Naciones, en las ediciones de 1984, 1988, 2000, 2002 y 2017. También por haber conseguido la medalla de oro, con la selección Sub-23, en la edición de los Juegos Olímpicos de 2000. Ha logrado clasificarse ocho veces a la Copa Mundial de Fútbol siendo la selección africana que más veces ha asistido al Mundial. Participó en 3 copas confederaciones en el año 2001, 2003 y 2017. En la edición de 2003, llegó a la final perdiendo 1 a 0 con Francia en tiempo extra, siendo la única selección africana que logró llegar a dicha instancia.
Es junto a Senegal en el Mundial de 2002, Ghana en Sudáfrica 2010 y Marruecos en 2022 una de las cuatro selecciones africanas en llegar a la instancia de cuartos de final de la Copa Mundial de Fútbol, hazaña lograda en Italia 90.

## Historia

### Primeros juegos
La selección de fútbol de Camerún disputó su primer partido en septiembre de 1953 ante el representativo del Congo Belga con derrota por 2-3. En abril de 1965, consiguió una goleada de 9-0 ante su similar de Chad siendo la victoria más abultada de su historia.

### Primeras participaciones internacionales
Su primera participación a nivel continental fue en la Copa Africana de Naciones 1970 en la que debutó con victoria por 3-2 ante Costa de Marfil, luego volvió a vencer 3-2 a Etiopía y terminó la fase de grupos con derrota por 1-2 ante Sudán, quedando de esta manera eliminada en la primera fase por diferencia de goles. Dos años después, organizó la Copa Africana de Naciones 1972 donde ganó 2-1 a Kenia, luego empató 1-1 con Togo y con Malí. En semifinales perdió 0-1 con Congo para después, en la disputa por el tercer lugar, golear 5-2 a Zaire.

### Copa Mundial de 1982
En el año 1982, participó por primera vez en una Copa Mundial, siendo eliminada en la primera fase (primera vez que una selección invicta es eliminada en fase de grupos) tras conseguir tres empates en tres partidos, 0-0 con Perú, 0-0 con Polonia y, por último, 1-1 (goles de Graziani y M'Bida) con Italia.
| Equipo  | Pts | PJ | PG | PE | PP | GF | GC | Dif |
| ------- | --- | -- | -- | -- | -- | -- | -- | --- |
| Polonia | 4   | 3  | 1  | 2  | 0  | 5  | 1  | 4   |
| Italia  | 3   | 3  | 0  | 3  | 0  | 2  | 2  | 0   |
| Camerún | 3   | 3  | 0  | 3  | 0  | 1  | 1  | 0   |
| Perú    | 2   | 3  | 0  | 2  | 1  | 2  | 6  | –4  |

| 15 de junio de 1982, 17:15 | Perú | 0-0     | Camerún | Estadio de Riazor, La Coruña                                       |                                                                    |
|                            |      | Reporte |         | Asistencia: 11 000 espectadores Árbitro(s): Franz Wöhrer (Austria) | Asistencia: 11 000 espectadores Árbitro(s): Franz Wöhrer (Austria) |

| 19 de junio de 1982, 19:15 | Polonia | 0-0     | Camerún | Estadio de Riazor, La Coruña                                        |                                                                     |
|                            |         | Reporte |         | Asistencia: 19 000 espectadores Árbitro(s): Alexis Ponnet (Bélgica) | Asistencia: 19 000 espectadores Árbitro(s): Alexis Ponnet (Bélgica) |

| 23 de junio de 1982, 17:15 | Italia       | 1-1 (0-0) | Camerún    | Estadio de Balaídos, Vigo                                             |                                                                       |
|                            | Graziani 60' | Reporte   | M'Bida 61' | Asistencia: 20 000 espectadores Árbitro(s): Bogdan Dotchev (Bulgaria) | Asistencia: 20 000 espectadores Árbitro(s): Bogdan Dotchev (Bulgaria) |

### Copa Africana de 1984
En 1984 participó en la Copa Africana celebrada ese año y en la que perdió por la mínima con Egipto, ganó después a Togo por 4-1 y por último superó por 2-0 a Costa de Marfil. En semifinales empató 0-0 con Argelia y en la final ganó a Nigeria por 3-1, logrando con este resultado su primer título en la Copa Africana de Naciones. En este mismo año, Camerún debutó a nivel olímpico participando en los Juegos Olímpicos de 1984, aunque su participación en el torneo fue discreta, ya que fue eliminada en la primera fase tras perder 1-2 frente a Yugoslavia, vencer 1-0 a Irak y por último caer 1-3 a manos de Canadá.

#### Fase de grupos
| Equipo          | Pts | PJ | PG | PE | PP | GF | GC | Dif |
| --------------- | --- | -- | -- | -- | -- | -- | -- | --- |
| Egipto          | 5   | 3  | 2  | 1  | 0  | 3  | 1  | 2   |
| Camerún         | 4   | 3  | 2  | 0  | 1  | 6  | 2  | 4   |
| Costa de Marfil | 2   | 3  | 1  | 0  | 2  | 4  | 4  | 0   |
| Togo            | 1   | 3  | 0  | 1  | 2  | 1  | 7  | –6  |

| 4 de marzo de 1984 | Egipto       | 1-0 (1-0) | Camerún | Estadio Houphouët-Boigny, Abiyán, Costa de Marfil |  |
|                    | Abouzaid 75' |           |         |                                                   |  |

| 7 de marzo de 1984 | Camerún                                 | 4-1 (3-0) | Togo       | Estadio Houphouët-Boigny, Abiyán, Costa de Marfil |  |
|                    | Djonkep 6' · Abega 21' 60' · Aoudou 45' |           | Rafiou 54' |                                                   |  |

| 10 de marzo de 1984 | Camerún                 | 2-0 (1-0) | Costa de Marfil | Estadio Houphouët-Boigny, Abiyán, Costa de Marfil |  |
|                     | Milla 42' · Djonkep 61' |           |                 |                                                   |  |

#### Semifinal
| 14 de marzo de 1984 | Camerún | 0-0 (5-4 p.) | Argelia | Stade de Bouaké, Bouaké, Costa de Marfil |  |

#### Final
| 18 de marzo de 1984 | Camerún                               | 3-1 (1-1) | Nigeria   | Stade de Bouaké, Bouaké, Costa de Marfil                          |                                                                   |
|                     | N'Djeya 32' · Abega 79' · Ebongué 84' |           | Lawal 10' | Asistencia: 50 000 espectadores Árbitro(s): Ali Bennaceur (Túnez) | Asistencia: 50 000 espectadores Árbitro(s): Ali Bennaceur (Túnez) |

|                             |
| Campeón Camerún 1.er título |

### Copa Africana de 1988
En 1988 participó en la Copa Africana celebrada ese año. Debuta ganando por la mínima a Egipto, para luego empatar 1-1 con Nigeria y terminar la fase de grupos empatando sin goles con Kenia. En semifinales empata 1-1 con Argelia, a la que supera por penaltis 9:8. En la final gana por la mínima a Nigeria, obteniendo así su segundo título africano.

### Copa Mundial de 1990
En 1989 se clasificó por segunda vez para la Copa Mundial de Fútbol celebrada en el año 1990 y quedó encuadrada en el grupo B, donde debuta venciendo por la mínima a Argentina, el campeón defensor, para luego volver a ganar por 2-1 a Rumania, y termina la fase de grupos siendo goleado 0-4 a manos de Unión Soviética. En octavos de final, Camerún supera por 2-1 a Colombia y en cuartos de final cae derrotado 2-3 frente a Inglaterra.

### Copa Mundial de 1994 y 1998
Participó en la Copa Mundial de 1994, donde no superó la fase de grupos tras empatar 2-2 con Suecia, perder 0-3 con Brasil y por último terminar siendo goleado 1-6 por Rusia en la peor derrota de Camerún en un partido de Copa del Mundo. Cuatro años más tarde, se hizo partícipe de la Copa Mundial de 1998, donde nuevamente no superó la fase de grupos tras empatar 1-1 con Austria, perder 0-3 con Italia y, por último, empatar 1-1 con Chile.

### Copa Africana de 2000
En enero de 2000, participó en la Copa Africana 2000 en la cual debuta empatando 1-1 con Ghana, para ganar posteriormente a Costa de Marfil por 3-0 y por último perder 0-1 a manos de Togo. En cuartos de final, gana por 3-0 a Argelia y luego por ese mismo resultado a Túnez en semifinales. En la final, tras empatar 2-2 con Nigeria, gana en la serie de penaltis por 4-3 y obtiene de esta manera su tercera estrella. Ese mismo año, Camerún tiene su segunda oportunidad en los Juegos Olímpicos donde debuta venciendo 3-2 a Kuwait, para luego empatar 1-1 con Estados Unidos y República Checa en sus siguientes encuentros. En cuartos de final, vence a Brasil por 2-1, luego en semifinales por 2-1 a Chile. En la final empata 2-2 con España, para luego superar a esta 5-3 en la tanda de penaltis, consiguiendo de esta manera la medalla de oro.

### Copa Confederaciones de 2001
Al ganar la Copa Africana de 2000, Camerún pudo participar en la Copa FIFA Confederaciones 2001 en la cual cayó eliminado en primera fase tras sus derrotas por 0-2 frente a Brasil y Japón, y una victoria estéril por 2-0 frente a Canadá.

### Copa Africana de 2002
Dirigido por el alemán Winfried Schäfer, el cuadro camerunés participó en la Copa Africana 2002 en la cual se ubicó en el grupo C y debutó venciendo a la R. D. Congo por 1-0, para luego volver a vencer 1-0, esta vez a Costa de Marfil y por último superar por 3-0 a Togo. En cuartos de final, supera por la mínima a Egipto, para luego golear 3-0 a Malí en semifinales. Ya en la final empata 0-0 con Senegal, después del tiempo suplementario, para luego imponerse 3-2 en los penaltis. De esta manera, los leones indomables consiguieron su cuarto título, sin recibir goles en contra.
Ese mismo año, Camerún se clasificó para la Copa Mundial de Japón y Corea del Sur donde no superó la primera fase al empatar 1-1 con Irlanda, vencer por la mínima a Arabia Saudita y por último caer 0-2 a manos de la poderosa Alemania.

### Copa Confederaciones de 2003
Nuevamente tuvo derecho a participar en la Copa FIFA Confederaciones 2003 tras haber ganado la Copa Africana 2002. Una vez en el torneo, debuta superando por 1-0 a Brasil, para luego por este mismo resultado vencer a Turquía, terminando la fase de grupos empatando sin goles contra Estados Unidos, superando así la primera fase como líder de su grupo. En semifinales venció por 1-0 a Colombia, partido trágicamente marcado por el fallecimiento del camerunés Marc-Vivien Foé, quien se desplomó en medio del campo en el minuto 72. Poco después de terminar el partido se confirmó la muerte del jugador. Ya en la final, pierde la oportunidad de llevarse el título al caer 0-1 frente al local Francia. Como gesto de homenaje y respeto al fallecido deportista y su selección, los jugadores galos posaron con el retrato de Foé junto al trofeo del torneo disputado.

### Copa Africana de 2008
En el año 2008, participó en la Copa Africana, de la mano del experimentado técnico alemán Otto Pfister, donde debuta perdiendo 2-4 frente a Egipto, para luego golear al seleccionado de Zambia por 5-1, terminando la fase de grupos superando por 3-0 a Sudán. En cuartos de final, vence por 3-2 a Túnez, para después vencer por la mínima a Ghana en semifinales. Ya en la final, vuelve a enfrentarse a Egipto y nuevamente vuelve a ser derrotado por 0-1, perdiendo así la oportunidad de un quinto título.

### Copa Mundial de 2010

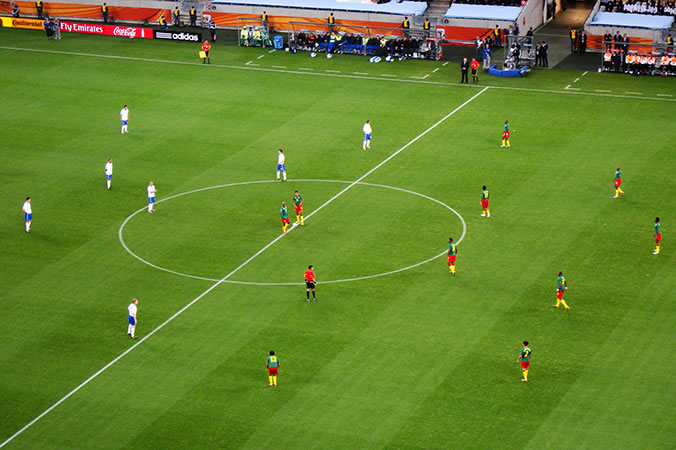
Encuentro entre Camerún y los Países Bajos en el Cape Town Stadium

Clasificada para la Copa Mundial de 2010, esta vez con el francés Paul Le Guen en el banquillo, Camerún tuvo una pobre presentación en la justa, tras perder 0-1 frente a Japón, 1-2 frente a Dinamarca y 1-2 ante los Países Bajos, para terminar en último lugar entre 32 selecciones.

### La pequeña crisis (2011-2012)
No tuvo mejor suerte bajo la batuta del español Javier Clemente al no clasificar a la Copa Africana de Naciones de 2012. Camerún tampoco pudo integrar la fase final del torneo continental de 2013. El 4 de julio de 2013, la FIFA suspendió provisionalmente y con efecto inmediato a la Federación Camerunesa de Fútbol. Esta última decidió, sin embargo, recurrir esta sanción ante el TAS justo cuando faltaba una última fecha antes de concluir la segunda fase de las eliminatorias rumbo al Mundial de 2014. Sorpresivamente, la FIFA levantó la sanción el lunes 22 de julio de 2013, alegando que se habían cumplido las condiciones exigidas.
Al derrotar a Túnez en Yaundé, el 17 de noviembre de 2013, por 4-1 (tras haber empatado 0-0 en Túnez el mes anterior), Camerún certificó su presencia en el Mundial de Brasil 2014 por lo que hizo presencia en la fase final por séptima vez en su historia.

### Copa Mundial de 2014
Camerún compartió el grupo A del local Brasil, junto con las selecciones de México y Croacia. Fue un Mundial para el olvido puesto que los leones indomables perdieron sus tres encuentros, dejando un saldo de un gol anotado por nueve encajados, ubicándose en el último lugar en la tabla general del Mundial de Brasil 2014.

### Copa Africana de Naciones 2017
La Copa Africana de Naciones disputada en Gabón marca el renacer de la selección camerunesa. Llega al torneo sin ser favorito para ganar esta edición de la mano del entrenador belga Hugo Broos, entrando en el grupo A junto al local Gabón, Burkina Faso y Guinea-Bisáu, quedando segundo en el grupo. En cuartos de final deja en el camino a Senegal, ganando en lanzamientos penales por 5 a 4. Luego, en semifinales se encuentra con la selección de Ghana, al cual vence en los 90 minutos por 2 a 0. 
En la final de la Copa Africana de Naciones, se enfrenta a su similar de Egipto, al cual derrota en el segundo tiempo del partido por 2 goles a 1, anotados por N'Koulou (min. 60) y Aboubakar (min. 89). El gol de Egipto lo anotó Elnenny en el minuto 22 del primer tiempo. Así obtiene el trofeo de campeón continental por quinta vez en su historia y un cupo a la Copa Confederaciones 2017.

### Copa de Confederaciones 2017
La Copa FIFA Confederaciones Rusia 2017 fue un torneo previo al Copa Mundial de Fútbol de 2018 y la última edición del torneo. Camerún quedó posicionada en el grupo B junto con Alemania, Australia y Chile. Debutó contra Chile, donde perdieron por 2 a 0, con goles en los tiempos finales, luego empataron con Australia 1-1, con gol de André Zambo Anguissa, cerrando su participación con derrota 3-1 del seleccionado de Alemania, con gol de Vincent Aboubakar.

### Crisis futbolísticas (2017-2019)

#### Falla en la clasificación para Rusia 2018
A pesar de haber jugado la Copa Confederaciones, Camerún no logró clasificar a la Copa Mundial de 2018, siendo considerado una de las ausencias de torneo, debido a que participó las últimos dos ediciones, además de ser los vigentes campeones de África 2017. En las clasificatorias africanas, estuvieron posicionados en el "grupo de la muerte", formado por Nigeria, Argelia y Zambia, en donde los cameruneses quedarían en tercer lugar, quedando descalificados.

#### Copa Africana de Naciones 2019
A Camerún le restó defender su título como campeón de África, originalmente la edición de 2019 iría ser antifrión, pero luego el torneo tuvo que ser realizado en Egipto, y serían locales en la edición de 2021.
Encuadrado en lo grupo F, su debut fue con victoria por 2 a 0 contra Guinea-Bissau, pero luego empató sin goles con Ghana y Benín, aun así, clasificando a los octavos de final. Entonces, en un partido durísimo con su rival Nigeria, salió derrotado por 3-2, terminando en la posición 13 de los 24 participantes.

### Copa Africana de Naciones 2021-22
Debido a la Pandemia de COVID-19, en 2020, Camerún no tuvo partidos oficiales, y la CAN 2021 tuvo que ser disputado en 2022, debido a que Camerún se encontraba disputando la clasificación al Mundial 2022.
En el partido inicial, vencieron 2-1 contra Burkina Faso, seguido de una goleada contra Etiopía por 4-1 para finalmente empatar 1-1 contra Cabo Verde, con estos resultados, avanzaron como primeros de su grupo. En octavos de final, derrotaron a la cenicienta del torneo Comoras por 2-1, en cuartos de final ganan 1-0 contra la sorprendente Gambia pero en semifinales empatan sin goles contra Egipto, en donde en la tanda de penales quedarían eliminados. Disputaron el partido del tercer puesto, en donde en la primera mitad, Camerún perdía 3-0, sin embargo, en la segunda mitad lograron revertir el resultado para empatar 3-3 y presionar hacia tanda de penales, que lograrían superar por 5-3, quedando en tercer lugar de la competición. El jugador Aboubakar fue el máximo goleador de la edición, con 8 goles.

### Copa Mundial de 2022
Camerún compartió el grupo G junto con las selecciones de Suiza, Serbia y Brasil. En su primer partido ante los suizos, fueron derrotados por la mínima por un gol de Breel Embolo, curiosamente por un jugador de origen camerunés, en su siguiente encuentro ante Serbia empataron por 3 goles, los cuales fueron anotados por Jean-Charles Castelletto, Vincent Aboubakar y Eric Maxim Choupo-Moting, finalmente en su último partido, contra todo pronóstico, derrotó a Brasil por la mínima en los últimos minutos, pero a pesar de eso, Suiza derrotó a Serbia, dejando a Camerún eliminada por séptima vez en fase de grupos.

## Resultados

### Últimos partidos y próximos encuentros
Actualizado al último partido jugado el 6 de junio de 2025
| Fecha      | Ciudad        | Local               | Resultado | Visitante           | Competición                            |
| ---------- | ------------- | ------------------- | --------- | ------------------- | -------------------------------------- |
| 08-06-2024 | Yaundé        | Camerún             | 4:1       | Cabo Verde          | Clasificación Copa Mundial 2026        |
| 11-06-2024 | Luanda        | Angola              | 1:1       | Camerún             | Clasificación Copa Mundial 2026        |
| 07-09-2024 | Duala         | Camerún             | 1:0       | Namibia             | Clas. Copa Africana de Naciones 2025   |
| 10-09-2024 | Kampala       | Zimbabue            | 0:0       | Camerún             | Clas. Copa Africana de Naciones 2025   |
| 11-10-2024 | Duala         | Camerún             | 4:1       | Kenia               | Clas. Copa Africana de Naciones 2025   |
| 14-10-2024 | Kampala       | Kenia               | 0:1       | Camerún             | Clas. Copa Africana de Naciones 2025   |
| 13-11-2024 | Johannesburgo | Namibia             | 0:0       | Camerún             | Clas. Copa Africana de Naciones 2025   |
| 19-11-2024 | Yaundé        | Camerún             | 2:1       | Zimbabue            | Clas. Copa Africana de Naciones 2025   |
| 22-12-2024 | Abiyán        | Rep. Centroafricana | 0:1       | Camerún             | Clasificación Campeonato Africano 2025 |
| 28-12-2024 | Bafoussam     | Camerún             | 1:2       | Rep. Centroafricana | Clasificación Campeonato Africano 2025 |
| 19-03-2025 | Nelspruit     | Suazilandia         | 0:0       | Camerún             | Clasificación Copa Mundial 2026        |
| 25-03-2025 | Yaundé        | Camerún             | 3:1       | Libia               | Clasificación Copa Mundial 2026        |
| 06-06-2025 | Marrakesh     | Camerún             | 3:0       | Uganda              | Partido amistoso                       |
| 09-06-2025 | Marrakesh     | Camerún             | -:-       | Guinea Ecuatorial   | Partido amistoso                       |

## Estadísticas

### Copa Mundial de Fútbol
| Copa Mundial de Fútbol | Copa Mundial de Fútbol  | Copa Mundial de Fútbol  | Copa Mundial de Fútbol  | Copa Mundial de Fútbol  | Copa Mundial de Fútbol  | Copa Mundial de Fútbol  | Copa Mundial de Fútbol  | Copa Mundial de Fútbol  | Copa Mundial de Fútbol  |
| Año                    | Ronda                   | Pos.                    | J                       | G                       | E                       | P                       | GF                      | GC                      | DG                      |
| ---------------------- | ----------------------- | ----------------------- | ----------------------- | ----------------------- | ----------------------- | ----------------------- | ----------------------- | ----------------------- | ----------------------- |
| 1930 - 1954            | No existía la selección | No existía la selección | No existía la selección | No existía la selección | No existía la selección | No existía la selección | No existía la selección | No existía la selección | No existía la selección |
| 1958 - 1962            | No participó            | No participó            | No participó            | No participó            | No participó            | No participó            | No participó            | No participó            | No participó            |
| 1966                   | Se retiró               | Se retiró               | Se retiró               | Se retiró               | Se retiró               | Se retiró               | Se retiró               | Se retiró               | Se retiró               |
| 1970                   | No clasificó            | No clasificó            | No clasificó            | No clasificó            | No clasificó            | No clasificó            | No clasificó            | No clasificó            | No clasificó            |
| 1974                   | No clasificó            | No clasificó            | No clasificó            | No clasificó            | No clasificó            | No clasificó            | No clasificó            | No clasificó            | No clasificó            |
| 1978                   | No clasificó            | No clasificó            | No clasificó            | No clasificó            | No clasificó            | No clasificó            | No clasificó            | No clasificó            | No clasificó            |
| 1982                   | Primera ronda           | 17.º                    | 3                       | 0                       | 3                       | 0                       | 1                       | 1                       | 0                       |
| 1986                   | No clasificó            | No clasificó            | No clasificó            | No clasificó            | No clasificó            | No clasificó            | No clasificó            | No clasificó            | No clasificó            |
| 1990                   | Cuartos de final        | 7.º                     | 5                       | 3                       | 0                       | 2                       | 7                       | 9                       | -2                      |
| 1994                   | Fase de grupos          | 22.º                    | 3                       | 0                       | 1                       | 2                       | 3                       | 11                      | -8                      |
| 1998                   | Fase de grupos          | 25.º                    | 3                       | 0                       | 2                       | 1                       | 2                       | 5                       | -3                      |
| 2002                   | Fase de grupos          | 20.º                    | 3                       | 1                       | 1                       | 1                       | 2                       | 3                       | -1                      |
| 2006                   | No clasificó            | No clasificó            | No clasificó            | No clasificó            | No clasificó            | No clasificó            | No clasificó            | No clasificó            | No clasificó            |
| 2010                   | Fase de grupos          | 31.º                    | 3                       | 0                       | 0                       | 3                       | 2                       | 5                       | -3                      |
| 2014                   | Fase de grupos          | 32.º                    | 3                       | 0                       | 0                       | 3                       | 1                       | 9                       | -8                      |
| 2018                   | No clasificó            | No clasificó            | No clasificó            | No clasificó            | No clasificó            | No clasificó            | No clasificó            | No clasificó            | No clasificó            |
| 2022                   | Fase de grupos          | 19.º                    | 3                       | 1                       | 1                       | 1                       | 4                       | 4                       | 0                       |
| 2026                   | Por disputarse          | Por disputarse          | Por disputarse          | Por disputarse          | Por disputarse          | Por disputarse          | Por disputarse          | Por disputarse          | Por disputarse          |
| 2030                   | Por disputarse          | Por disputarse          | Por disputarse          | Por disputarse          | Por disputarse          | Por disputarse          | Por disputarse          | Por disputarse          | Por disputarse          |
| 2034                   | Por disputarse          | Por disputarse          | Por disputarse          | Por disputarse          | Por disputarse          | Por disputarse          | Por disputarse          | Por disputarse          | Por disputarse          |
| Total                  | 8/22                    | 31.º                    | 26                      | 5                       | 8                       | 13                      | 22                      | 47                      | -25                     |

### Copa Africana de Naciones
| Copa Africana de Naciones | Copa Africana de Naciones | Copa Africana de Naciones | Copa Africana de Naciones | Copa Africana de Naciones | Copa Africana de Naciones | Copa Africana de Naciones | Copa Africana de Naciones |
| Año                       | Ronda                     | J                         | G                         | E                         | P                         | GF                        | GC                        |
| ------------------------- | ------------------------- | ------------------------- | ------------------------- | ------------------------- | ------------------------- | ------------------------- | ------------------------- |
| 1957 - 1965               | No participó              | No participó              | No participó              | No participó              | No participó              | No participó              | No participó              |
| 1968                      | No clasificó              | No clasificó              | No clasificó              | No clasificó              | No clasificó              | No clasificó              | No clasificó              |
| 1970                      | Fase de grupos            | 3                         | 2                         | 0                         | 1                         | 7                         | 5                         |
| 1972                      | Tercer lugar              | 5                         | 3                         | 1                         | 1                         | 10                        | 5                         |
| 1974                      | No clasificó              | No clasificó              | No clasificó              | No clasificó              | No clasificó              | No clasificó              | No clasificó              |
| 1976                      | No clasificó              | No clasificó              | No clasificó              | No clasificó              | No clasificó              | No clasificó              | No clasificó              |
| 1978                      | No clasificó              | No clasificó              | No clasificó              | No clasificó              | No clasificó              | No clasificó              | No clasificó              |
| 1980                      | No clasificó              | No clasificó              | No clasificó              | No clasificó              | No clasificó              | No clasificó              | No clasificó              |
| 1982                      | Fase de grupos            | 3                         | 0                         | 3                         | 0                         | 1                         | 1                         |
| 1984                      | Campeón                   | 5                         | 3                         | 1                         | 1                         | 9                         | 3                         |
| 1986                      | Subcampeón                | 5                         | 3                         | 2                         | 0                         | 8                         | 5                         |
| 1988                      | Campeón                   | 5                         | 3                         | 2                         | 0                         | 4                         | 1                         |
| 1990                      | Fase de grupos            | 3                         | 1                         | 0                         | 2                         | 2                         | 3                         |
| 1992                      | Cuarto lugar              | 5                         | 2                         | 2                         | 1                         | 4                         | 3                         |
| 1994                      | No clasificó              | No clasificó              | No clasificó              | No clasificó              | No clasificó              | No clasificó              | No clasificó              |
| 1996                      | Fase de grupos            | 3                         | 1                         | 1                         | 1                         | 5                         | 7                         |
| 1998                      | Cuartos de final          | 4                         | 2                         | 1                         | 1                         | 5                         | 4                         |
| 2000                      | Campeón                   | 6                         | 3                         | 2                         | 1                         | 11                        | 5                         |
| 2002                      | Campeón                   | 6                         | 5                         | 1                         | 0                         | 9                         | 0                         |
| 2004                      | Cuartos de final          | 4                         | 1                         | 2                         | 1                         | 7                         | 6                         |
| 2006                      | Cuartos de final          | 4                         | 3                         | 1                         | 0                         | 8                         | 2                         |
| 2008                      | Subcampeón                | 6                         | 4                         | 0                         | 2                         | 14                        | 8                         |
| 2010                      | Cuartos de final          | 4                         | 1                         | 1                         | 2                         | 6                         | 8                         |
| 2012                      | No clasificó              | No clasificó              | No clasificó              | No clasificó              | No clasificó              | No clasificó              | No clasificó              |
| 2013                      | No clasificó              | No clasificó              | No clasificó              | No clasificó              | No clasificó              | No clasificó              | No clasificó              |
| 2015                      | Fase de grupos            | 3                         | 0                         | 2                         | 1                         | 2                         | 3                         |
| 2017                      | Campeón                   | 6                         | 3                         | 3                         | 0                         | 7                         | 3                         |
| 2019                      | Octavos de final          | 4                         | 1                         | 2                         | 1                         | 4                         | 3                         |
| 2021                      | Tercer lugar              | 7                         | 4                         | 3                         | 0                         | 14                        | 7                         |
| 2023                      | Octavos de final          | 4                         | 1                         | 1                         | 2                         | 2                         | 5                         |
| 2025                      | Clasificado               | Clasificado               | Clasificado               | Clasificado               | Clasificado               | Clasificado               | Clasificado               |
| 2027                      | Por definir               | Por definir               | Por definir               | Por definir               | Por definir               | Por definir               | Por definir               |
| Total                     | 22/35                     | 95                        | 46                        | 31                        | 18                        | 139                       | 87                        |

### Copa FIFA Confederaciones
| Copa FIFA Confederaciones | Copa FIFA Confederaciones | Copa FIFA Confederaciones | Copa FIFA Confederaciones | Copa FIFA Confederaciones | Copa FIFA Confederaciones | Copa FIFA Confederaciones | Copa FIFA Confederaciones |
| Año                       | Ronda                     | J                         | G                         | E                         | P                         | GF                        | GC                        |
| ------------------------- | ------------------------- | ------------------------- | ------------------------- | ------------------------- | ------------------------- | ------------------------- | ------------------------- |
| 1992                      | No clasificó              | No clasificó              | No clasificó              | No clasificó              | No clasificó              | No clasificó              | No clasificó              |
| 1995                      | No clasificó              | No clasificó              | No clasificó              | No clasificó              | No clasificó              | No clasificó              | No clasificó              |
| 1997                      | No clasificó              | No clasificó              | No clasificó              | No clasificó              | No clasificó              | No clasificó              | No clasificó              |
| 1999                      | No clasificó              | No clasificó              | No clasificó              | No clasificó              | No clasificó              | No clasificó              | No clasificó              |
| 2001                      | Fase de grupos            | 3                         | 1                         | 0                         | 2                         | 2                         | 4                         |
| 2003                      | Subcampeón                | 5                         | 3                         | 1                         | 1                         | 3                         | 1                         |
| 2005                      | No clasificó              | No clasificó              | No clasificó              | No clasificó              | No clasificó              | No clasificó              | No clasificó              |
| 2009                      | No clasificó              | No clasificó              | No clasificó              | No clasificó              | No clasificó              | No clasificó              | No clasificó              |
| 2013                      | No clasificó              | No clasificó              | No clasificó              | No clasificó              | No clasificó              | No clasificó              | No clasificó              |
| 2017                      | Fase de grupos            | 3                         | 0                         | 1                         | 2                         | 2                         | 6                         |
| Total                     | 3/10                      | 11                        | 4                         | 2                         | 5                         | 7                         | 11                        |

### Copa de Naciones Afroasiáticas
| Copa de Naciones Afroasiáticas | Copa de Naciones Afroasiáticas | Copa de Naciones Afroasiáticas | Copa de Naciones Afroasiáticas | Copa de Naciones Afroasiáticas | Copa de Naciones Afroasiáticas | Copa de Naciones Afroasiáticas | Copa de Naciones Afroasiáticas |
| Año                            | Ronda                          | J                              | G                              | E                              | P                              | GF                             | GC                             |
| ------------------------------ | ------------------------------ | ------------------------------ | ------------------------------ | ------------------------------ | ------------------------------ | ------------------------------ | ------------------------------ |
| 1978                           | No clasificó                   | No clasificó                   | No clasificó                   | No clasificó                   | No clasificó                   | No clasificó                   | No clasificó                   |
| 1985                           | Campeón                        | 2                              | 1                              | 0                              | 1                              | 5                              | 3                              |
| 1988 - 2007                    | No clasificó                   | No clasificó                   | No clasificó                   | No clasificó                   | No clasificó                   | No clasificó                   | No clasificó                   |
| Total                          | 1/8                            | 2                              | 1                              | 0                              | 1                              | 5                              | 3                              |

## Selección local

### Campeonato Africano de Naciones
| Campeonato Africano de Naciones | Campeonato Africano de Naciones | Campeonato Africano de Naciones | Campeonato Africano de Naciones | Campeonato Africano de Naciones | Campeonato Africano de Naciones | Campeonato Africano de Naciones | Campeonato Africano de Naciones |
| Año                             | Ronda                           | J                               | G                               | E                               | P                               | GF                              | GC                              |
| ------------------------------- | ------------------------------- | ------------------------------- | ------------------------------- | ------------------------------- | ------------------------------- | ------------------------------- | ------------------------------- |
| 2009                            | No clasificó                    | No clasificó                    | No clasificó                    | No clasificó                    | No clasificó                    | No clasificó                    | No clasificó                    |
| 2011                            | Cuartos de final                | 4                               | 3                               | 1                               | 0                               | 5                               | 0                               |
| 2014                            | No clasificó                    | No clasificó                    | No clasificó                    | No clasificó                    | No clasificó                    | No clasificó                    | No clasificó                    |
| 2016                            | Cuartos de final                | 4                               | 2                               | 1                               | 1                               | 4                               | 4                               |
| 2018                            | Fase de grupos                  | 3                               | 0                               | 1                               | 2                               | 1                               | 3                               |
| 2021                            | Cuarto lugar                    | 6                               | 2                               | 2                               | 2                               | 4                               | 8                               |
| 2023                            | Fase de grupos                  | 2                               | 1                               | 0                               | 1                               | 1                               | 1                               |
| 2025                            | No clasificó                    | No clasificó                    | No clasificó                    | No clasificó                    | No clasificó                    | No clasificó                    | No clasificó                    |
| Total                           | 5/8                             | 19                              | 8                               | 5                               | 6                               | 15                              | 16                              |

### Copa UDEAC
| Copa UDEAC | Copa UDEAC   | Copa UDEAC | Copa UDEAC | Copa UDEAC | Copa UDEAC | Copa UDEAC | Copa UDEAC |
| Año        | Ronda        | J          | G          | E          | P          | GF         | GC         |
| ---------- | ------------ | ---------- | ---------- | ---------- | ---------- | ---------- | ---------- |
| 1984       | Campeón      | 4          | 2          | 2          | 0          | 11         | 3          |
| 1985       | Tercer lugar | 4          | 2          | 1          | 1          | 6          | 4          |
| 1986       | Campeón      | 4          | 4          | 0          | 0          | 10         | 2          |
| 1987       | Campeón      | 4          | 3          | 1          | 0          | 3          | 0          |
| 1988       | Subcampeón   | 4          | 2          | 1          | 1          | 4          | 2          |
| 1989       | Campeón      | 4          | 3          | 1          | 0          | 5          | 2          |
| 1990       | Subcampeón   | 4          | 3          | 0          | 1          | 7          | 3          |
| Total      | 7/7          | 28         | 19         | 6          | 3          | 46         | 16         |

### Copa CEMAC
| Copa CEMAC | Copa CEMAC     | Copa CEMAC | Copa CEMAC | Copa CEMAC | Copa CEMAC | Copa CEMAC | Copa CEMAC |
| Año        | Ronda          | J          | G          | E          | P          | GF         | GC         |
| ---------- | -------------- | ---------- | ---------- | ---------- | ---------- | ---------- | ---------- |
| 2003       | Campeón        | 4          | 2          | 0          | 2          | 6          | 5          |
| 2005       | Campeón        | 4          | 2          | 2          | 0          | 5          | 1          |
| 2006       | Subcampeón     | 4          | 2          | 2          | 0          | 4          | 1          |
| 2007       | Fase de grupos | 2          | 0          | 1          | 1          | 1          | 2          |
| 2008       | Campeón        | 4          | 3          | 0          | 1          | 6          | 2          |
| 2009       | Fase de grupos | 2          | 1          | 0          | 1          | 1          | 1          |
| 2010       | Subcampeón     | 4          | 2          | 2          | 0          | 4          | 2          |
| 2013       | Cuarto lugar   | 4          | 1          | 1          | 2          | 3          | 6          |
| 2014       | Tercer lugar   | 4          | 1          | 2          | 1          | 1          | 2          |
| Total      | 9/9            | 32         | 14         | 10         | 8          | 31         | 22         |

## Jugadores

### Última convocatoria
Los siguientes jugadores fueron convocados para los partidos  amistosos contra  Uganda y  Guinea Ecuatorial el 6 y 9 de junio de 2025.
| N.º | Nombre                   | Posición      | Edad    | PJ  | Goles | Club                    |
| --- | ------------------------ | ------------- | ------- | --- | ----- | ----------------------- |
| 1   | Simon Ngapandouetnbu     | Portero       | 22 años | 0   | 0     | Nîmes Olympique F. C.   |
| 16  | Devis Epassy             | Portero       | 32 años | 9   | 0     | Karmiotissa Polemidion  |
| 23  | Simon Omossola           | Portero       | 27 años | 3   | 0     | F. C. Saint Éloi Lupopo |
| 3   | Guy Kilama               | Defensa       | 26 años | 4   | 0     | Hatayspor               |
| 6   | Aboubakar Nagida         | Defensa       | 20 años | 1   | 0     | Stade Rennes F. C.      |
| 11  | Darlin Yongwa            | Defensa       | 24 años | 9   | 1     | F. C. Lorient           |
| 19  | Collins Fai              | Defensa       | 32 años | 56  | 0     | F. K. Sloboda Tuzla     |
| 21  | Jean-Charles Castelletto | Defensa       | 30 años | 32  | 2     | F. C. Nantes            |
| 22  | Flavien Enzo Boyomo      | Defensa       | 23 años | 3   | 1     | C. A. Osasuna           |
| 24  | James Ndjeungoue         | Defensa       | 22 años | 1   | 0     | M. Š. K. Žilina         |
|     | Malcom Bokele            | Defensa       | 25 años | 2   | 0     | Göztepe S. K.           |
| 2   | Hamadou Mubarak          | Mediocampista | ¿?      | 1   | 0     | ANAFOOT                 |
| 5   | James Eto'o              | Mediocampista | 24 años | 1   | 0     | P. F. C. CSKA Sofía     |
| 8   | Arthur Avom              | Mediocampista | 20 años | 1   | 0     | F. C. Lorient           |
| 15  | Wilitty Younoussa        | Mediocampista | 23 años | 1   | 0     | Rodez A. F.             |
| 17  | Jean Onana               | Mediocampista | 26 años | 11  | 0     | Genoa C. F. C.          |
| 18  | Martin Ndzie             | Mediocampista | 22 años | 3   | 0     | F. C. Ashdod            |
| 4   | Ryan Tetego              | Delantero     | ¿?      | 0   | 0     | Victoria United F. C.   |
| 7   | Florent Batoum           | Delantero     | 23 años | 1   | 1     | Dynamo Douala           |
| 9   | Serge Daura              | Delantero     | 19 años | 1   | 0     | Gazelle F. A.           |
| 10  | Vincent Aboubakar        | Delantero     | 33 años | 111 | 44    | Hatayspor               |
| 12  | Ignatius Ganago          | Delantero     | 26 años | 15  | 0     | New England Revolution  |
| 13  | Boris Mfoumou            | Delantero     | 20 años | 1   | 0     | A. S. Fortuna           |
| 14  | Boris Enow               | Delantero     | 25 años | 1   | 1     | D. C. United            |
| 20  | Patrick Soko             | Delantero     | 27 años | 3   | 1     | S. D. Huesca            |

### Máximas presencias

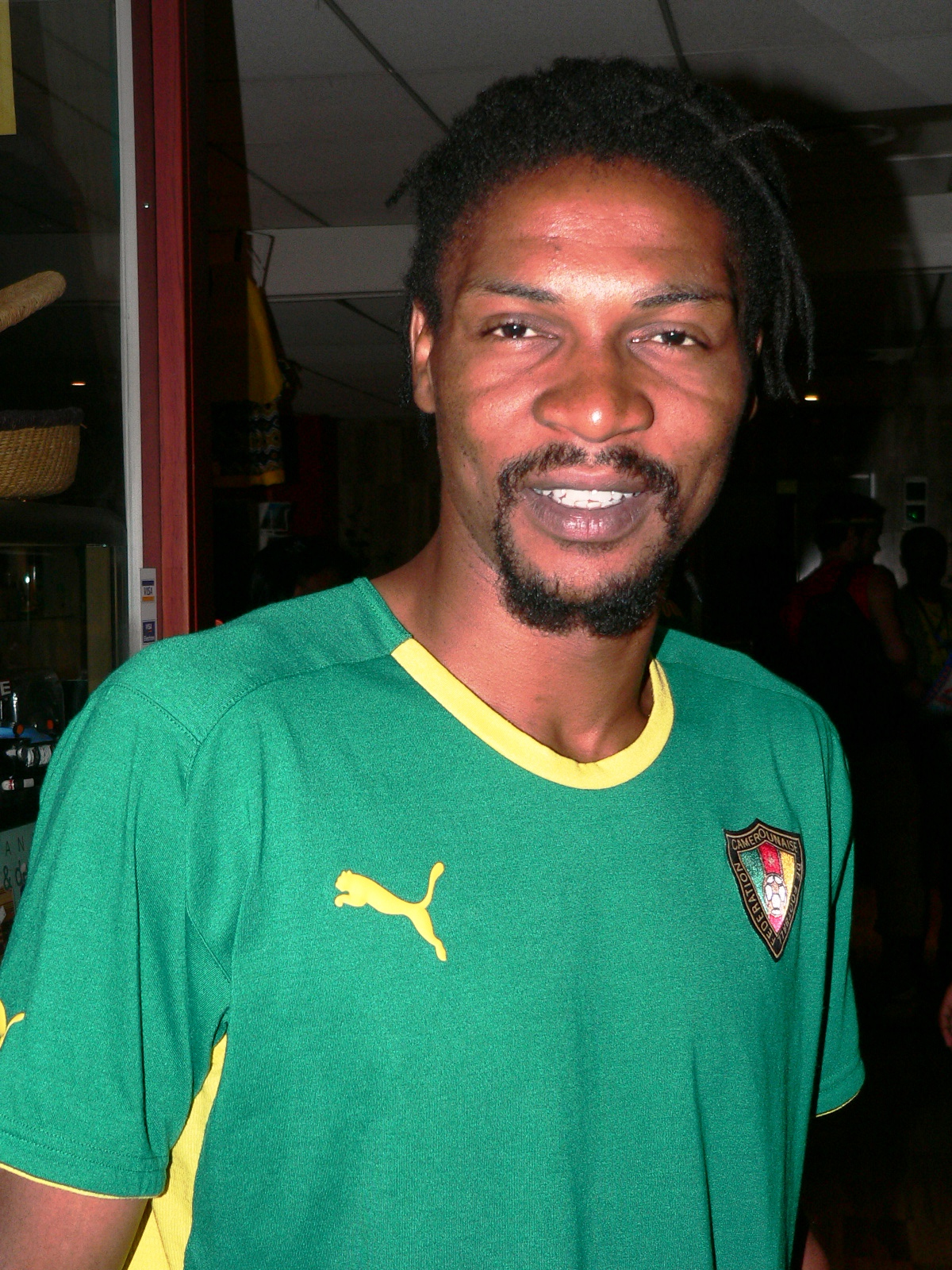
Rigobert Song es el futbolista con más presencias de Camerún.

- Actualizado en junio de 2023.

| #  | Jugador             | Periodo   | Partidos | Goles |
| -- | ------------------- | --------- | -------- | ----- |
| 1  | Rigobert Song       | 1993-2010 | 137      | 5     |
| 2  | Samuel Eto'o        | 1997-2014 | 118      | 56    |
| 2  | Geremi Njitap       | 1996-2010 | 118      | 13    |
| 4  | Roger Milla         | 1973-1994 | 102      | 28    |
| 5  | Vincent Aboubakar   | 2010-act  | 95       | 36    |
| 6  | Victor N'Dip        | 1986-1994 | 86       | 0     |
| 7  | Jacques Songo'o     | 1983-2002 | 80       | 0     |
| 8  | Nicolas N'Koulou    | 2008-2017 | 75       | 2     |
| 9  | François Omam-Biyik | 1985-1998 | 73       | 26    |
| 10 | Eric Choupo-Moting  | 2010-act  | 72       | 20    |

### Máximos goleadores

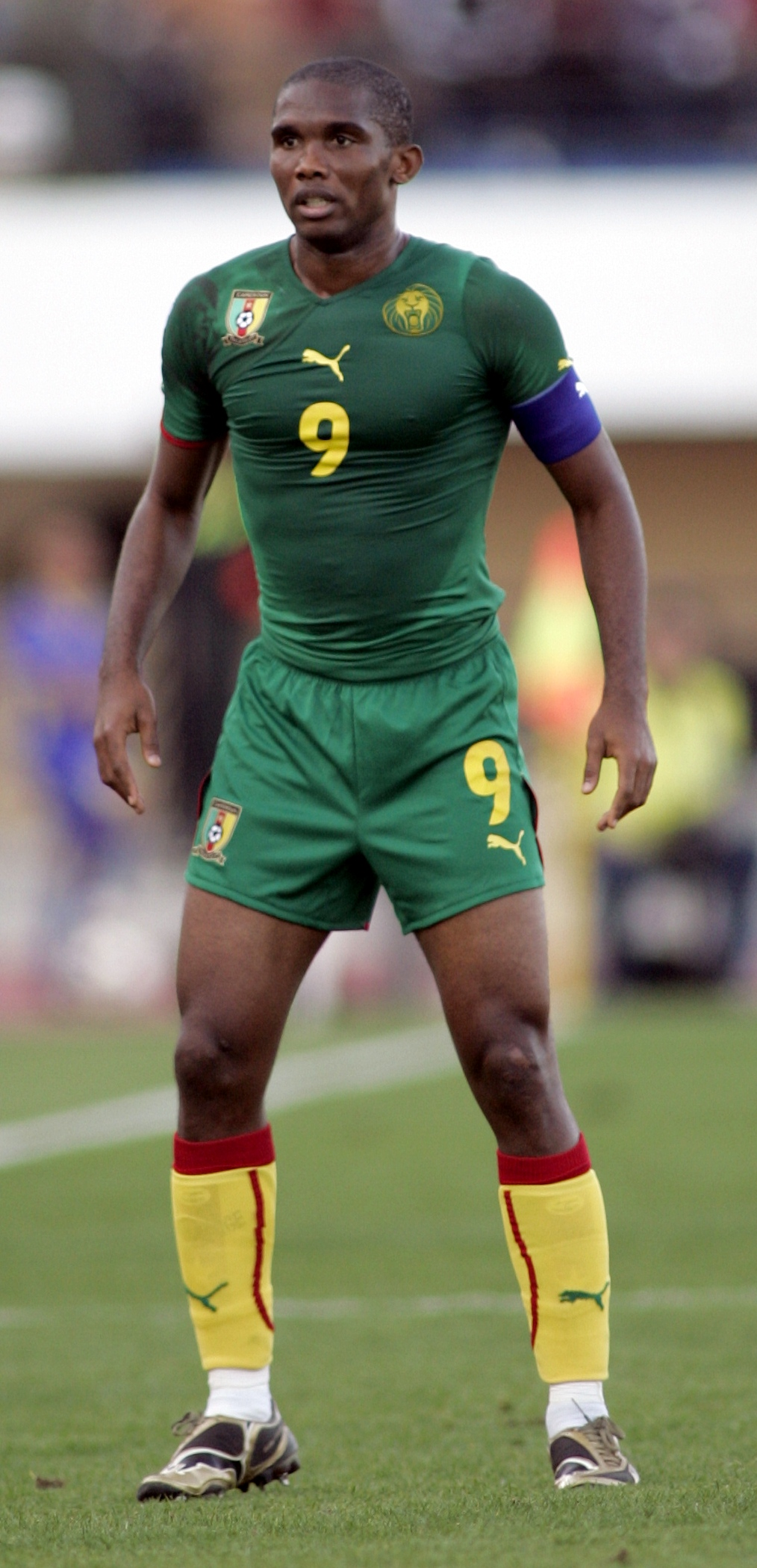
Samuel Eto'o, máximo goleador histórico de Camerún.

- Actualizado en junio de 2023.

| #  | Jugador             | Periodo   | Goles | Partidos | Promedio |
| -- | ------------------- | --------- | ----- | -------- | -------- |
| 1  | Samuel Eto'o        | 1997-2014 | 56    | 118      | 0.47     |
| 2  | François Omam-Biyik | 1985-1998 | 45    | 77       | 0.58     |
| 3  | Vincent Aboubakar   | 2010-act. | 36    | 95       | 0.38     |
| 4  | Patrick M'Boma      | 1995-2004 | 33    | 55       | 0.60     |
| 5  | Roger Milla         | 1973-1994 | 28    | 102      | 0.27     |
| 6  | Alphonse Tchami     | 1988-1998 | 21    | 57       | 0.37     |
| 7  | Choupo Moting       | 2010-act. | 20    | 72       | 0.28     |
| 8  | Pierre Webó         | 2003-2014 | 19    | 59       | 0.32     |
| 9  | André Kana-Biyik    | 1986-1994 | 15    | 80       | 0.19     |
| 10 | Geremi Njitap       | 1996-2010 | 13    | 118      | 0.11     |

## Entrenadores
- Raymond Fobete (1969–1970)[27]
- Peter Schnittger (1970–1974)[28]
- Vladimir Beara (1974–1975)[29]
- Ivan Ridanović (1976–1979)[29]
- Branko Žutić (1980–1982)[29][30]
- Jean Vincent (1982)[30][31]
- Radivoje Ognjanović (1982–1984)[29]
- Claude Le Roy (1985–1988)[32][33]
- Valery Nepomnyashchy (1988–1990)[33][34]
- Philippe Redon (1991–1992)[35]
- Jules Nyongha (1993)[36]
- Leonard Nséké (1993)[36]
- Henri Michel (1994)[36][37]
- Jules Nyongha (1994–1996)
- Henri Depireux (1996–1997)[38]
- Jean Manga Onguene (1997–1998)
- Claude Le Roy (1998)[39][40]
- Pierre Lechantre (1999–2001)[41][42]
- Pierre Lechantre (2001)[43][44][45]
  -  Jean-Paul Akono (2001)[45]
- Robert Corfou (2001)[44][46]
- Winfried Schäfer (2001–2004)[47][48][49]
- Artur Jorge (2005–2006)[50][51]
- Jules Nyongha (interino- 2006)[52]
- Arie Haan (2006–2007)[53][54]
- Jules Nyongha (2007)[55]
- Otto Pfister (2007–2009)[56][57]
- Thomas Nkono (2009)
- Paul Le Guen (2009–2010)[58][59]
- Javier Clemente (2010–2011)[60][61]
- Denis Lavagne (2011–2012)[62][63]
- Jean-Paul Akono (2012–2013)[64][65]
- Volker Finke (2013–2015)[66][67]
- Alexandre Belinga (interino- 2015–2016)[68]
- Hugo Broos (2016–2017)[69][70]
- Rigobert Song (2017–2018)
- Alexandre Belinga (2018)
- Clarence Seedorf (2018–2019)[71][72]
- Toni Conceição (2019–2022)[73][74]
- Rigobert Song (2022–2024)[74]
- Marc Brys (2024)
- Martin Ndtoungou Mpile (interino- 2024)
- Marc Brys (2024-)

## Palmarés

### Selección mayor
- Copa Africana de Naciones (5): 1984, 1988, 2000, 2002 y 2017.
- Copa de Naciones Afro-Asiáticas (1): 1985.
- Subcampeón Copa Africana de Naciones: 1986 y 2008.
- Subcampeón Copa FIFA Confederaciones: 2003.

#### Torneos amistosos
- Copa UDEAC (4): 1984, 1986, 1987 y 1989.
- Copa CEMAC (3): 2003, 2005 y 2008.
- Copa LG (1): 2011.
- Copa Trópico (1): 1964.
- Copa Grecia (1): 1994.
- Juegos de África Central (2): 1976, 1987.

### Selección olímpica
- Fútbol en los Juegos Olímpicos:
  - Medalla de oro: Sídney 2000.

### Selección juvenil
- Campeonato Juvenil Africano: 1995.
- Juegos Panafricanos (4): 1991, 1999, 2003 y 2007.

- Campeonato Africano Sub-17: 2003.